# Верхняя Тулымка
Верхняя Тулымка — река в России, протекает в Красновишерском районе Пермского края. Устье реки находится в 130 км по правому берегу реки Язьва. Длина реки составляет 13 км.
Исток реки находится на отрогах Северного Урала в урочище Коншинские Поляны в 9 км к северо-востоку от посёлка Северный Колчим. Течёт на юг среди холмов, покрытых таёжным лесом. Течение имеет горный характер. Всё течение проходит по ненаселённой местности.

## Данные водного реестра
По данным государственного водного реестра России относится к Камскому бассейновому округу, водохозяйственный участок реки — Кама от водомерного поста у села Бондюг до города Березники, речной подбассейн реки — бассейны притоков Камы до впадения Белой. Речной бассейн реки — Кама.
Код объекта в государственном водном реестре — 10010100212111100005058.